# 万学文
万学文（1941年9月—），江西南昌人，中华人民共和国政治人物，江西省人大常委会原副主任，中国农工民主党中央委员会原常务委员，第十届全国人大常委会委员。